# Conférence d'Edimbourg
La Conférence d'Edinbourg, organisée du 5 au 10 août 1968 dans la capitale écossaise, est un congrès de l'International Federation for Information Processing (IFIP), créée en 1960 sous les auspices de l'UNESCO, où sont discutées pour la première fois, de façon encore marginale mais révolutionnaire, les questions de réseaux d'ordinateurs. Cette conférence est l'une des premières étapes menant à la création du réseau des réseaux.

## Histoire

### Gestation
Donald Davies, du National Physical Laboratory britannique, a effectué une visite au Massachusetts Institute of Technology, où il a observé un problème dans les ordinateurs à temps partagé: la difficulté à maintenir ouverte une liaison téléphonique pour chaque interlocuteur. 

### Présentation de Donald Davies
Donald Davies s'inspire de cette visite pour une présentation du concept de commutation de paquets lors de la Conférence d'Edinbourg du 5 août 1968. 
"La première fois que nous avons pu réellement décrire notre travail dans son intégralité, c'était au congrès de l'IFIP à Edimbourg en 1968", où le NPL a "présenté quatre communications", rappellera en 1996 Donald Davies. 
Le Royal Festival Hall d'Edimbourg, avait déjà accueilli le 3 juillet 1968 onze organisations qui ont fait la démonstration de leurs systèmes. devant le Professeur Stanley Gill, président de la British Computer Society,.
Le processus s'est fait en deux temps. Fin 1967, Donald Davies a d'abord assisté à la réunion finale du groupe d'étude spécial A du Comité consultatif international télégraphique et téléphonique (CCITT), présidé par un représentant de la Poste britannique, au cours de laquelle Fred Wharton d'IBM a longuement présenté son point de vue sur l'avenir des télécoms. Donald Davies y a émis des "recommandations qui allaient être présentées à la plénière de 1968". Le président du groupe d'étude lui avait en effet proposé une courte intervention sur la commutation par paquets et "une résolution a été adoptée pour la création d'un groupe d'étude conjoint sur les nouveaux réseaux de données lors de la session".

## Suites immédiates

### Réseau du NPL
Dans la foulée de cette réflexion, Davies se lance dans un effort destiné à créer un packet switched network, réseau précurseur des réseaux à commutation de paquets, appelé Mark I et devant servir au National Physical Laboratory. C'est le futur réseau du NPL, qui sera lancé en 1969.

### Appel d'offres d'Arpanet
C'est aussi en août 1968 que Lawrence G. Roberts et la communauté de chercheurs "sponsorisée" par l'agence de défense ARPA américaine avancent sur les spécifications du futur réseau arpanet, qui sera lui aussi lancé en 1969, avec un appel d'offres pour la réalisation d'un composant clé : le commutateur de paquet appelé aussi IMP (Interface Message Processor).
Le financement reste cependant modeste : un budget d'un million de dollars a été alloué pour développer le projet de réseau informatique qui deviendra Arpanet par l'IPTO (Information Processing Techniques Office) de la DARPA.
L'équipe préparant le réseau du NPL avait "contacté le réseau ARPA assez tôt", et "tout au long du développement initial de l'arpanet, a eu "des interactions continues avec eux", peut-être "même avant l'arrivée de BBN", via Roger Scantlebury en 1968, quand elle avait "déjà commencé à discuter de certaines choses avec eux", selon Donald Davies.

## Acteurs importants
Via l'IPTO (Information Processing Techniques Office), la DARPA avait recruté Robert Taylor et Ivan Sutherland pour étudier les interactions entre ordinateurs. Le premier partira dès 1970 pour le PARC, le centre de recherches de Xerox, à Palo Alto, en Californie. En février 1966, il avait convaincu Charles Herzfeld, directeur de l'ARPA, de financer ce programme, ce dernier embauchant rapidement comme directeur Lawrence Roberts, du Lincoln Laboratory, qui en juillet 1972, développe la première application permettant de lister, archiver, forwarder et lire de manière sélective un e-mail. Frank Heart, est parallèllement recruté chez Bolt, Beranek and Newman, qui gagne l'appel d'offres pour développer l'Interface Message Processor du réseau, dans une équipe incluant aussi Bernie Cosell, Severo Ornstein, Will Crowther, un programmeur spécialiste des systèmes complexes, et Robert Elliot Kahn.
L'équipe de BBN avait recruté en 1967 Alex McKenzie, pour débuter un travail sur les systèmes en temps partagé et l'automatisation, puis un autre sur les problèmes de routage et de congestion découlant des points faibles de l'offre faite à Arpanet, qui exigeait des "accusés de livraison" et plaçait les limites de volume au plan individuel, selon un ouvrage collectif du CNET de janvier 1979. Il passere entièrement au service d'Arpanet, en novembre 1970, moment où le réseau passe à une douzaine de routeurs et en achète quasiment un par mois: il a alors pour mission de rechercher des protocoles lui permettant de les gérer et sa première tâche est  de représenter les designers d'IMP auprès du Network Working Group (NWG), puis de participer au design de la première génération de protocole "Host-level".

## Suites à moyen terme

### Congrès de l'IFIP de 1971
Les travaux de la conférence d'Edimbourg sont à l'origine d'un des plus importants congrès de l'International Federation for Information Processing (IFIP).
C'est en effet l'IFIP TC6 Communication Systems, qui sera organisé trois ans plus tard, en 1971, et consacré aux développements des réseaux à laquelle participent Vint Cerf, André Danthine (en), Donald Davies, Peter T. Kirstein, Robert Metcalfe, Louis Pouzin et Hubert Zimmermann.

### Création de International Network Working Group
En octobre 1972, le NWG demande à Alex McKenzie de créer un International Network Working Group (INWG) pour tenir compte de l'apparition de routeurs dans différents autres pays (France et Canada). cet INWG devient rapidement un groupe de l'IFIP (International Federation for Information Processing Working), l'IFIP Group 6.1, consacré aux architectures et protocoles de réseaux. Alex McKenzie en sera un membre actif de 1972 à 1979, puis le président de 1979 à 1982, et le secrétaire de 1982 à 1994.